# Vườn quốc gia Núi Ciremai
Vườn quốc gia núi Ciremai nằm khoảng 50 km về phía nam của thành phố Cirebon ở Tây Java, Indonesia. Vườn quốc gia mở rộng vào Kuningan và Majalengka ở phía nam Cirebon. Vườn quốc gia bao quanh núi Ceremai, một ngọn núi lửa đang hoạt động, là đỉnh cao nhất ở Tây Java. Các nhóm người đi bộ, bao gồm sinh viên thường leo lên đỉnh điểm mặc dù cần phải chăm sóc.

## Động thực vật
Các loại động thực vật đặc hữu hoặc có nguy cơ tuyệt chủng được tìm thấy trong Vườn quốc gia bao gồm:
- Thực vật: cây thông (Pinus merkusii), Castanopsis javanica (địa phương gọi là Saninten), Randu Tiang (Fragraera blumii), Nangsi (Villubrunes rubescens), Macaranga (Macaranga denticulatan), Pasang (Lithocarpus sundaicus), Elaeocarpus (Elaeocarpus stipularis), các loài khác nhau của cây vả (Ficus), Chi Trọng đũa và Platea latifolia,
- Động vật: báo, hươu (Muntiacus muntjak hoặc Javan muntjac), Echidna (Zaglossus bruijni), khỉ (Javan surili), diều hâu Java và nhiều loài trăn khác.